# Saint-Symphorien-des-Bruyères
Saint-Symphorien-des-Bruyères – miejscowość i gmina we Francji, w regionie Normandia, w departamencie Orne.
Według danych na rok 1990 gminę zamieszkiwały 504 osoby, a gęstość zaludnienia wynosiła 31 osób/km² (wśród 1815 gmin Dolnej Normandii Saint-Symphorien-des-Bruyères plasuje się na 439. miejscu pod względem liczby ludności, natomiast pod względem powierzchni na miejscu 196.).